# Сапрыкин, Григорий Давыдович
Григорий Давыдович Сапрыкин (30 сентября [12 октября] 1905 — 23 июня 1967) — советский партийный и хозяйственный деятель, 1-й секретарь Челябинского обкома ВКП(б) (январь 1940 — январь 1942).

## Биография
Родился в г. Сулин Области Войска Донского в семье рабочего-железнодорожника. Окончил школу-семилетку.
С 16-летнего возраста работал на железнодорожной станции Сулин и на Сулинском металлургическом заводе.
Член РКП(б) с 1925 года.
Поступил в Московскую горную академию, но в связи с ее разделением в 1930 г. на шесть вузов в 1932 году окончил Московский институт стали, факультет доменного производства.
В 1932—1938 гг. сменный инженер, начальник доменного и мартеновского цехов, заместитель директора Сулинского металлургического завода.
В 1938—1939 гг. заместитель председателя Исполкома Ростовского облсовета.
В 1939 г. 3-й секретарь, в 1939—1940 гг. — 2-й секретарь Ростовского обкома ВКП(б).
В 1940—1942 гг. 1-й секретарь Челябинского обкома ВКП(б).
С 29 сентября 1941 г. уполномоченный ГКО по обеспечению выпуска танков и изделий для танков на ЧТЗ.
С января 1942 на работе в аппарате ЦК ВКП(б).
В феврале-апреле 1942 года директор Енакиевского металлургического завода (Сталинская область), снят с должности после крупной аварии.
- 1942—1943 директор Новотроицкого металлургического завода.
- 1943—1944 директор Орско-Халиловского металлургического комбината.
- 1945—1950 зам. директора Енакиевского меткомбината.
- 1950—1956 зам. директора Сулинского металлургического завода (г. Красный Сулин Ростовской области).

В сентябре 1956 г. снят с должности и исключен из КПСС, работал мастером.
В 1957 году восстановлен в партии и назначен начальником литейного цеха. Вскоре после этого вышел на пенсию.
Награждён орденом Трудового Красного Знамени.
Умер 23 июня 1967 года после тяжёлой болезни. Похоронен на кладбище микрорайона "Казачий! г. Красный Сулин.
Жена — Сапрыкина Клавдия Ивановна, сын — Сапрыкин Владимир Григорьевич (1934—1989) — врач.
Дочь - Пальшина ( Сапрыкина) Елена Григорьевна (1938 года рождения) врач-педиатр, проживает в г.Москва